# Janusz Zaleski (inżynier)
Janusz Zygmunt Zaleski (ur. 20 kwietnia 1955) – polski inżynier, nauczyciel akademicki, były wojewoda wrocławski.

## Życiorys
W 1978 ukończył studia z zakresu matematyki stosowanej na Wydziale Podstawowych Problemów Techniki Politechniki Wrocławskiej, następnie studia doktoranckie w Instytucie Inżynierii Chemicznej i Urządzeń Cieplnych na tej uczelni. W 1983 uzyskał stopień naukowy doktora, habilitował się w 1987.
Początkowo był zatrudniony w Instytucie Inżynierii Chemicznej i Urządzeń Cieplnych, później przeszedł do Zakładu Aparatury Procesowej na Wydziale Mechaniczno-Energetycznym PWr. Zaczynał jako asystent, w 1992 został profesorem nadzwyczajnym. W 2005 otrzymał tytuł naukowy profesora. Został kierownikiem Zakładu Aparatury Procesowej.
Opublikował około 100 prac naukowych z zakresu zastosowania analizy wymiarowej w inżynierii procesowej, modelowania procesu poboru wody w budynkach mieszkalnych, gospodarki wodnej w dorzeczu Odry oraz polityki regionalnej.
W 1992 przez kilka miesięcy był wicewojewodą następnie do 1998 zajmował stanowisko wojewody wrocławskiego. W 1997 w trakcie tzw. powodzi tysiąclecia podjął decyzję o przebiciu wału w Łanach, do czego nie doszło z uwagi na sprzeciw mieszkańców. Następnie do 2001 w Kancelarii Prezesa Rady Ministrów współtworzył Program dla Odry 2006. W 2001 stanął na czele Biura Koordynacji Projektu Banku Światowego Usuwania Skutków Powodzi, a w 1998 objął funkcję prezesa zarządu Wrocławskiej Agencji Rozwoju Regionalnego. Był też m.in. przewodniczącym rady Narodowego Funduszu Zdrowia.

## Odznaczenia
W 2001 otrzymał Złoty Krzyż Zasługi.